# Thomas Dutronc
Thomas Dutronc (ur. 16 czerwca 1973 w Paryżu) – francuski gitarzysta i wokalista jazzowy oraz aktor. Syn aktora, wokalisty i gitarzysty Jacques’a Dutronca i piosenkarki Françoise Hardy. Syn chrzestny Serge’a Gainsbourga.
5 października 2015 artysta wystąpił po raz pierwszy w Polsce w Teatrze Wielkim – Operze Narodowej w Warszawie.

## Dyskografia

### Albumy
- 2007: Comme un manouche sans guitare (wyd. Universal)[3]
- 2011: Silence on tourne, on tourne en rond (wyd. Mercury)[3]
- 2009: Comme un manouche sans guitare – le live (wyd. Mercury)[3]
- 2015: Éternels jusqu'à demain (wyd. Mercury)[3]
- 2018: Live Is Love (wyd. Blue Note Records)[3]

### Single
- 2007: J’aime plus Paris
- 2009: Comme un manouche sans guitare
- 2011: Demain!
- 2013: Tout le monde veut devenir un cat
- 2013: Le blues du rose
- 2015: Allongés dans l'herbe